# Angeliki Papoulia
Angeliki Papoulia (IPA: [aɟeliˈci paˈpuʎa]) (in greco: Αγγελική Παπούλια; Agios Dīmītrios, 1975) è un'attrice greca.

## Biografia
L'interpretazione con cui si è fatta notare al grande pubblico è quella de "la donna senza cuore" in The Lobster, di Yorgos Lanthimos, film Premio della giuria a Cannes 2015, mentre la sua prima parte da protagonista è stata in A Blast.
Ha preso parte anche a serie televisive ed è molto attiva anche come attrice teatrale.

## Filmografia

### Cinema
- Spirtokouto, regia di Yannis Economides (2002)
- Dogtooth (Kynodontas), regia di Yorgos Lanthimos (2009)
- Alps (Alpeis), regia di Yorgos Lanthimos (2011)
- A Blast (I ekrixi), regia di Syllas Tzoumerkas (2014)
- The Lobster, regia di Yorgos Lanthimos (2015)
- To thávma tis thálassas ton Sargassón, regia di Syllas Tzoumerkas (2019)
- Amulet, regia di Romola Garai (2020)
- Green Sea (Prasini thalassa), regia di Angeliki Antoniou (2020)
- Human Flowers of Flesh, regia di Helena Wittmann (2022)
- Cavewoman, regia di Spiros Stathoulopoulos (2022)

### Televisione
- The Tunnel – serie TV, 4 episodi (2017-2018)

## Doppiatrici italiane
Nelle versioni in italiano delle opere in cui ha recitato, Angeliki Papoulia è stata doppiata da:
- Elena Perino in Dogtooth
- Mattea Serpelloni in Alps
- Maura Cenciarelli in A Blast
- Barbara De Bortoli in The Lobster